# John Carter (Politiker, 1792)
John Carter (* 10. September 1792 bei Camden, Kershaw County, South Carolina; † 20. Juni 1850 in Washington, D.C.) war ein US-amerikanischer Politiker. Zwischen 1822 und 1829 vertrat er den Bundesstaat South Carolina im US-Repräsentantenhaus.

## Werdegang
John Carter wurde auf dem Black River in der Nähe von Camden geboren. Nach der Grundschule absolvierte er das South Carolina College in Columbia, aus dem später die University of South Carolina hervorging. Nach einem anschließenden Jurastudium und seiner im Jahr 1814 erfolgten Zulassung als Rechtsanwalt begann er in Camden in seinem neuen Beruf zu arbeiten.
Zwischen 1814 und 1820 übte er das Amt des Commissioner of Equity aus. Politisch war er Mitglied der Demokratisch-Republikanischen Partei. Nach dem Rücktritt des Kongressabgeordneten James Blair wurde er bei der notwendigen Nachwahl im neunten Wahlbezirk von South Carolina als dessen Nachfolger in das US-Repräsentantenhaus in Washington gewählt. Dort beendete er zwischen dem 11. Dezember 1822 und dem 3. März 1823 die angebrochene Legislaturperiode seines Vorgängers.
Bei den regulären Wahlen des Jahres 1822 wurde Carter für den achten Distrikt in den Kongress gewählt. Nach zwei Wiederwahlen konnte er bis zum 3. März 1829 im Kongress verbleiben. Dort erlebte er die heftigen politischen Auseinandersetzungen zwischen den Anhängern von Präsident John Quincy Adams und den Parteigängern des späteren Präsidenten Andrew Jackson, denen sich Carter in den 1820er Jahren anschloss. Aus der Bewegung um Jackson entstand im Jahr 1828 die Demokratische Partei.
Nach dem Ende seiner Zeit im Repräsentantenhaus arbeitete Carter wieder als Anwalt in Camden. Im Jahr 1836 ließ er sich in Georgetown, einem Stadtteil der Bundeshauptstadt Washington, nieder. Dort ist er im Juni 1850 auch verstorben.